# 신건육군
신건육군(新建陸軍)이란, 청일 전쟁 이후 청나라에서 조직된 근대적 장비와 편제를 갖춘 군대를 말한다. 약칭 신군(新軍)이라 부르기도 한다.
1911년, 신군제8진(新軍第八鎭)인 호북신군(湖北新軍)이 무창봉기 혹은 무창기의(武昌起義)를 일으켰고, 각지 신군은 신해혁명(辛亥革命) 주력 중 하나가 되었다. 마침내 원세개(袁世凱)는 북양신군(北洋新軍)이 군대를 이끌고 선통제(宣統帝) 퇴위를 압박하면서 청조는 멸망하였다. 따라서 중국 학계에서는 신군을 청도의 '파묘꾼[掘墓人]'이라고 부른다.

## 같이 보기
- 청군
- 청말신정
- 상승군

1. ↑  틀:Cite journal en